# Hymenomima amberia
Hymenomima amberia är en fjärilsart som beskrevs av William Schaus 1901. Hymenomima amberia ingår i släktet Hymenomima och familjen mätare. Inga underarter finns listade i Catalogue of Life.